# ELO2
『ELO2』は、1973年に発表されたエレクトリック・ライト・オーケストラのアルバム。
タイトルにブレがあり、アメリカでは「Electric Light Orchestra II」という名前で発売された他、「ELO II」とする事もある。

## 概要
演奏時間が長く、プログレッシブ・ロックを意識した作品が収録されている。特に「クイアマ」は彼らのキャリアの中でも最長の曲である。
このアルバムの録音中にロイ・ウッドがバンドを脱退し、ウィザードを結成した。しかし「イン・オールド・イングランド・タウン」「フロム・ザ・サン・トゥ・ザ・ワールド」のチェロとベースは彼の演奏である（クレジットはされていない）。
録音当初のタイトルは「The Lost Planet」であった。これは後に発売された30周年記念盤のディスク2のタイトルに転用された。

## 収録曲
特筆のない曲は全てジェフ・リンの作品。
A面
1. イン・オールド・イングランド・タウン（ブギーNo.2) - "In Old England Town (Boogie No. 2)" – 6:56
ロイ・ウッドがチェロとベースを弾いている。
2. ママ - "Momma" – 7:03
イギリス盤ではタイトルが「Mama」となっている。
3. ロール・オーヴァー・ベートーヴェン - "Roll Over Beethoven"– 8:10
チャック・ベリーのカヴァー。シングルカットされ、ELOの名を広く知らしめたヒット曲となった。このアルバムの録音以前にもコンサートのレパートリーであった。

大胆にもベートーヴェンの交響曲第5番ハ短調作品67をそのままイントロとして流用したり、間奏に弦楽三重奏の多重録音を多用したアレンジを施すなど、初期ELOの目指す方向性が強く打ち出されている。
この曲のレコーディング現場に訪れたジョージ・マーティン[1]が微笑んで首を振ったという逸話がある。

B面
1. フロム・ザ・サン・トゥ・ザ・ワールド（ブギーNo.1) - "From the Sun to the World (Boogie No. 1)" – 8:20
バラードパートとロックパート、ブギウギパートからなる楽曲。ロイ・ウッドがチェロとベースを弾いている。このアルバムで唯一ベスト盤「Afterglow」に収録されていない曲。
2. クイアマ - "Kuiama" – 11:19
ELOの楽曲では最長の演奏時間。

歌詞は「一人の兵隊が、戦場で親を亡くした少女と話す。少女の親を殺したのはその兵隊である。」という物語となっており、ジェフの楽曲には珍しい社会的メッセージを含んでいる。シングルカットはなかったが、多くのベスト盤に収録されている。

リマスター盤のボーナストラック
1. "In Old England Town (Instrumental)" – 2:43
2. "Baby, I Apologise" – 3:43
3. "In Old England Town (Take 1, Alternate mix)" – 6:56
4. "Roll Over Beethoven (Take 1)"– 8:15

## 演奏者
- ジェフ・リン - ヴォーカル、ギター、モーグ
- ベヴ・ベヴァン - ドラム、パーカッション
- リチャード・タンディー - ピアノ、ハーモニウム、モーグ、ギター、コーラス
- マイク・デ・アルバカーキ - ベース、コーラス
- マイク・エドワーズ - チェロ
- ウィル・ギブソン - バイオリン
- コリン・ウォーカー - チェロ